# مات روبنسون (لاعب كرة قدم)
مات روبنسون (بالإنجليزية: Matt Robinson)‏ (21 أبريل 1907 - 1 يناير 1987) هو لاعب كرة قدم بريطاني (وحمل سابقاً جنسية المملكة المتحدة لبريطانيا العظمى وأيرلندا) في مركز الهجوم. لعب مع كارديف سيتي ومانشستر يونايتد ونادي تشستر سيتي.